# Joan Lluís de Nassau-Ottweiler
Joan Lluís de Nassau-Ottweiler va néixer a Saarbrücken (Alemanya) el 24 de maig de 1625 i va morir a Reichelsheim el 9 de febrer de 1690. Era un noble alemany fill del comte Guillem Lluís de Nassau-Saarbrücken (1590-1640) i de la princesa Anna Amàlia de Baden-Durlach (1595-1651).
En morir el seu pare, heretà el comtat conjuntament amb els seus dos germans. Però el 1659 van decidir dividir-lo en tres parts. D'aquesta divisió en va sorgir Nassau-Usingen per a Wolrad, Nassau-Saarbrücken per a Gustau Adolf, i Nassau-Ottweiler per a Joan Lluís.

## Matrimoni i fills
El 6 d'octubre de 1649 es va casar amb Dorotea Caterina de Birkenfeld-Bischweiler (1634-1715), filla de Cristià I de Birkenfeld (1598-1654) i de Magdalena Caterina de Wittelsbach (1607-1648). D'aquest matrimoni en nasqueren:
- Cristià Lluís, nascut i mort el 1650.
- Frederic Lluís (1651-1728), casat amb Cristina d'Ahlefeldt (1659-1695).
- Anna Caterina (1653-1731), casada amb Joan Felip II de Salm-Dhaun (1645-1693).
- Walrad (1656-1705)
- Carles Sigfrid, nascut i mort el 1659.
- Lluís (1661-1699)
- Lluïsa (1662-1741)
- Maurici (1664-1666)